# Ястребков
Ястребков (укр. Яструбків) — село в Щирецкой поселковой общине Львовского района Львовской области Украины.
Население по переписи 2001 года составляло 97 человек. Занимает площадь 0,7 км². Почтовый индекс — 81171. Телефонный код — 3230.